# Dystasiopsis spiniscapus
Dystasiopsis spiniscapus là một loài bọ cánh cứng trong họ Cerambycidae.